# Tempel der Fortuna Euelpis
Der Tempel der Fortuna Euelpis (der griechische Beiname Euelpis der Fortuna entspricht lateinisch etwa Bonae Spei, der „guten Hoffnung“) war ein Heiligtum auf dem Quirinal in Rom. Es lag am Vicus Longus, dessen Verlauf etwa dem der heutigen Via Nazionale in Rom entsprach.
Es handelte sich um eines der Fortuna geweihten Heiligtümer, die laut Plutarch auf Gründungen des Servius Tullius zurückgehen. Ob das Heiligtum sich in der Nähe des Tempels der Spes auf dem Quirinal befand oder ein beiden Göttinnen gemeinsam geweihter Tempel bestand, ist unklar. Kultgemeinsamkeit für beide Göttinnen ist durch Münzbilder nachgewiesen. Weitere Überlieferungen zu dem Tempel existieren nicht, seine genaue Lage ist unbekannt. Auch ist das lateinische Epitheton der Göttin nicht überliefert.